# Pfarrkirche Palterndorf

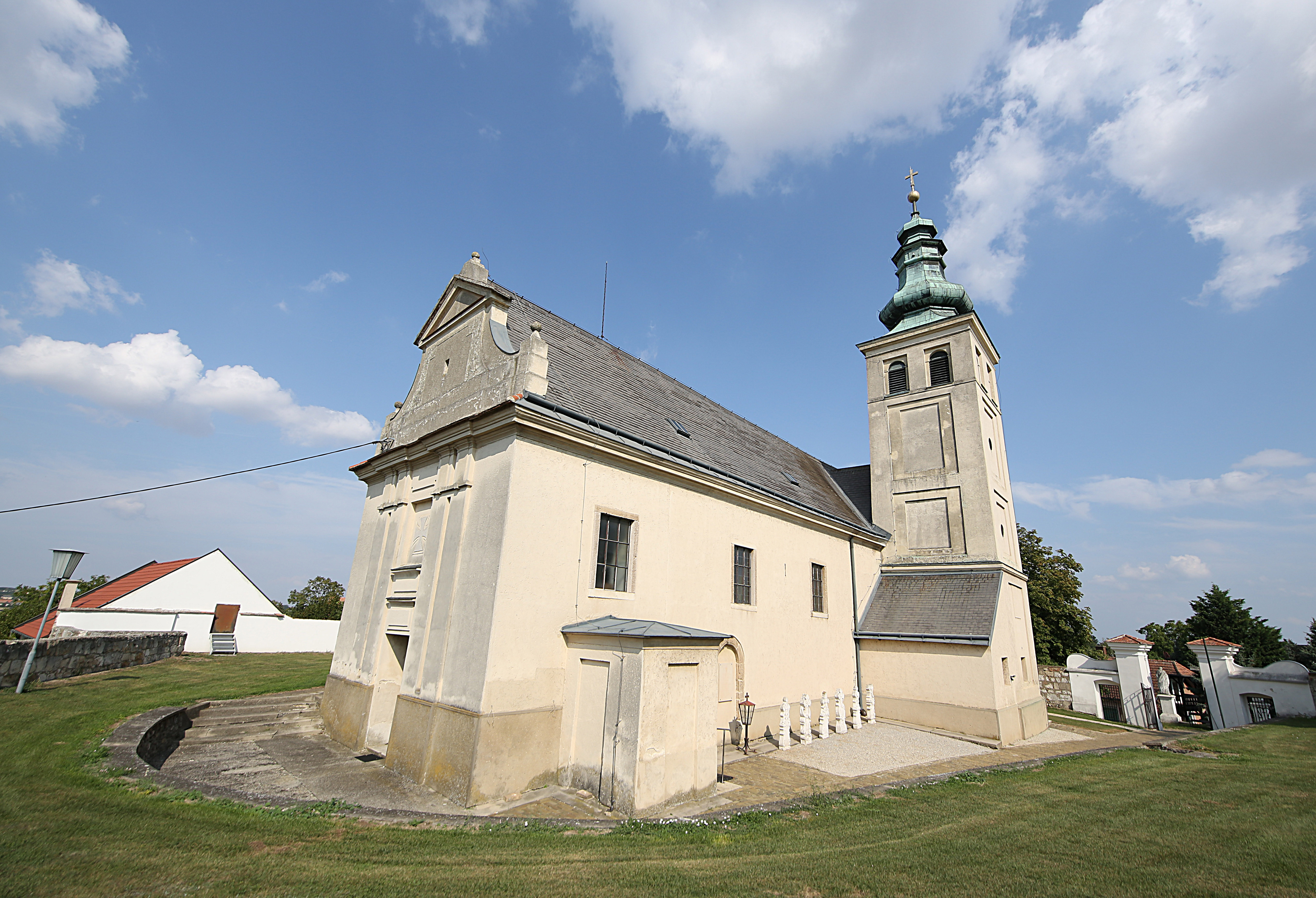
Katholische Pfarrkirche Mariä Himmelfahrt in Palterndorf

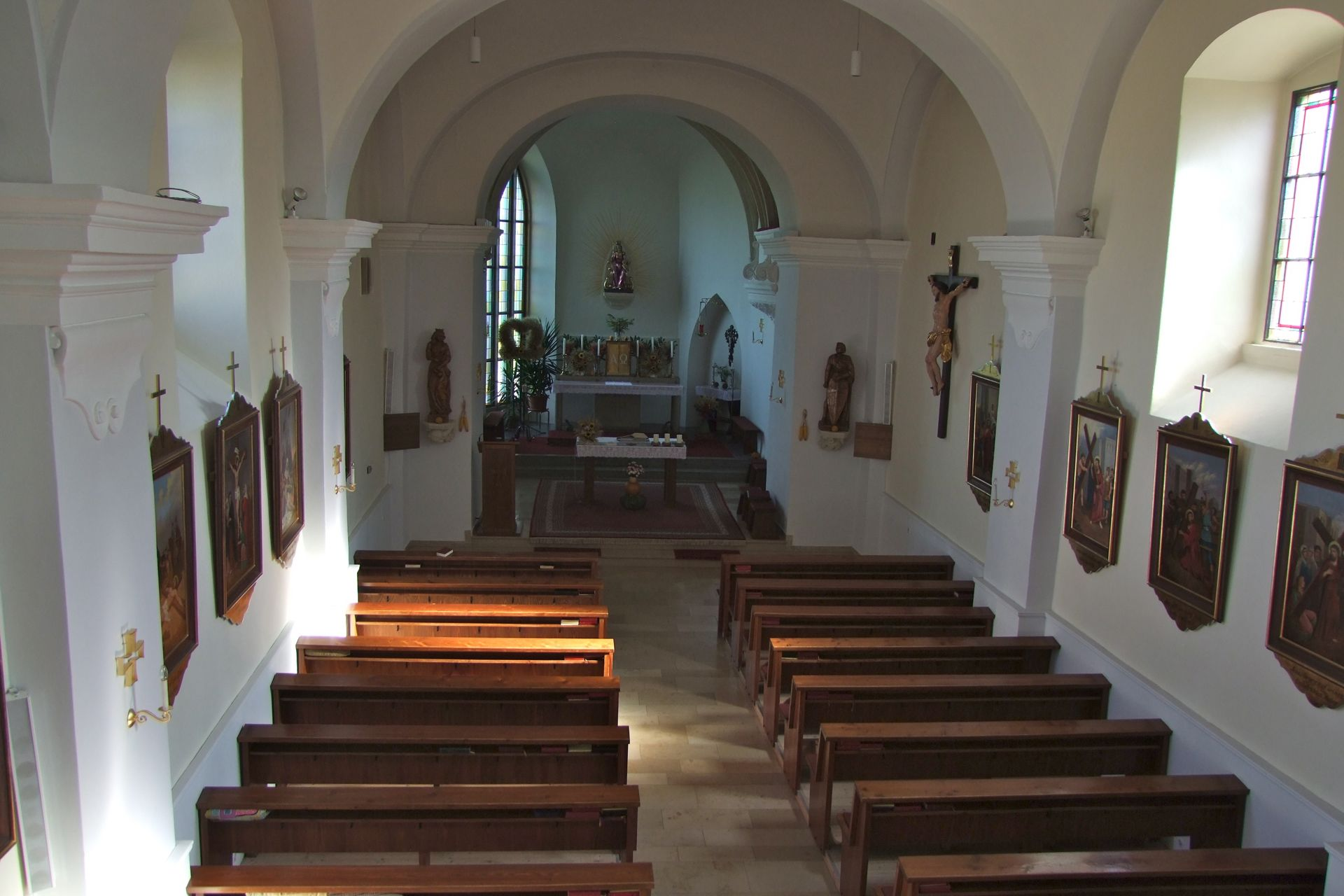
Langhaus, Blick zum Chor

Die römisch-katholische Pfarrkirche Palterndorf steht als ehemalige Wehrkirche auf einem niedrigen Rundhügel der Ortschaft Palterndorf der Marktgemeinde Palterndorf-Dobermannsdorf in Bezirk Gänserndorf in Niederösterreich. Die dem Patrozinium Mariä Himmelfahrt unterstellte Pfarrkirche gehört zum Dekanat Zistersdorf in der Erzdiözese Wien. Die Kirche steht unter Denkmalschutz (Listeneintrag).

## Geschichte
Die Pfarre ist eine kuenringische Gründung, wohl um 1290, dem Deutschen Ritterorden inkorporiert.
Der romanische Langhausbau hat einen gotischen Turm und Chorbau aus dem 15. Jahrhundert. Die Nordkapelle entstand im Ende des 17. Jahrhunderts. Im Jahr 1782 wurde die Kirche umgebaut und erweitert, 1936 und 1958 restauriert.

## Architektur
Das große schlichte Langhaus mit einem romanischen und teils gotischen Mauerkern hat Rechteckfenster und zeigt eine strenge spätbarocke Westfront mit einer Lisenengliederung, ein umlaufendes Gesims und darüber einen geschwungenen Giebel mit Eckvasen von 1782. Der eingezogene gotische Chor aus dem 15. Jahrhundert hat abgetreppte Strebepfeiler mit Wasserschlägen. Der wuchtige Südostturm ist dreigeschoßig mit Putzfeldern, hat Doppelschallfenster und trägt einen Zwiebelhelm aus dem 18. Jahrhundert. Östlich am Turm steht ein Treppentürmchen, westlich der Sakristeianbau, im Norden am Übergang von Langhaus und Chor ein barocker Kapellenanbau mit Rundfenstern aus der Zeit um 1700.
Über dem Westportal befindet sich das Wappen des Deutschen Ordens.
Das Kircheninnere zeigt ein dreijochiges Langhaus mit einem Platzlgewölbe zwischen Gurten auf flachen Wandvorlagen mit einem umlaufenden verkröpften Gesims. Westlich befindet sich ein viertes Erweiterungsjoch mit einer flachunterwölbten Empore von 1782. Der schmälere, leicht erhöhte einjochige Chor mit einem Fünfachtelschluss hat ein Kreuzrippengewölbe mit Schlusssteinen, 1936 verändert durch Entfernung der Rippen im Chorschluss und Vermauerung des Süd- und Ostfensters, das Nordfenster wurde erneuert. Die südliche zweijochige Sakristei hat ein Joch im Turmerdgeschoß und ein Oratorium mit Stuckdecken aus der ersten Hälfte des 18. Jahrhunderts. Die barocke Taufkapelle im Norden hat ein einjochiges Tonnengewölbe mit einem runden Schluss und eine Stuckdecke aus der Zeit um 1700.

## Einrichtung
Der Hochaltar mit einer neuen Mensa trägt eine Figur der Muttergottes aus der Zeit um 1700. Der Taufstein mit reichem Dekor entstand in der ersten Hälfte des 18. Jahrhunderts.
Es gibt ein figurales Herz Jesu aus dem Ende des 19. Jahrhunderts. Die Kreuzwegstationen in Stuckrelief entstanden in der ersten Hälfte des 19. Jahrhunderts.
Die Orgel baute Josef Haucke 1884.

## Kirchhof
Um die Kirche bestand ursprünglich ein wehrhafter Kirchhof, die mächtigen Umfassungsmauern bestehen aus Quadersteinen. Das Friedhofstor ist barock mit Figurennischen in wuchtigen Torpfeilern aus dem 18. Jahrhundert. Im aufgelassenen Friedhof befinden sich barocke Grabsteine mit den Angaben 1699 und 1746. Vor dem Kirchhof vor dem Tor steht eine Kreuzigungsgruppe aus dem 18. Jahrhundert.